# Mucin
Mucini su familija proteina visoke molekulske mase, koji su ekstenzivno glolozilovani (glikokonjugati). Njih proizvode epitelna tkiva većine životinja. Ključna karakteristika mucina je njihova sposobnost formiranja gelova, te su stoga oni ključna komponenta većine želatinoznih sekrecija. Oni imaju mnoštvo funkcija, od lubrikacije do ćelijske signalizacije do formiranja ćelijskih barijera. Oni često imaju inhibitornu ulogu. Neki mucini su vezani za kontrolu mineralizacije, kalcifikacije ehinoderma i formiranja kostiju kod kičmenjaka. Oni se vezuju za patogene kao deo imunksog sistema. Prekomerno izražavanje mucinskih proteina, posebno MUC1 je vezano za mnoge tipove kancera.

## Geni
Postoji najmanje 19 mucinskih gena kod čoveka: MUC1, MUC2, MUC3A, MUC3B, MUC4, MUC5AC, MUC5B, MUC6, MUC7, MUC8, MUC12, MUC13, MUC15, MUC16, MUC17, MUC19, i MUC20.
U vazdušne kanale se prvenstveno izlučuju MUC5AC i MUC5B, dok se MUC2 uglavnom izlučuje u creva.

## Literatura
- Ali, M; Hutton, D; Wilson, J; Pearson, J (2005). „Major Secretory Mucin Expression in Chronic Sinusitis”. Otolaryngology - Head and Neck Surgery. 133 (3): 423—428. PMID 16143194. doi:10.1016/j.otohns.2005.06.005.

## Spoljašnje veze
- Mucins на 
- „Mucin at Dorland's Medical Dictionary”.